# Tenéis que venir a verla
Tenéis que venir a verla es una película española de 2022 dirigida y guionizada por Jonás Trueba. Está producida por Los Ilusos Films y tiene tan sólo una hora de duración, frente a las casi tres horas de Quién lo impide.

## Sinopsis
Tras un tiempo sin verse y pandemia mediante dos parejas de amigos se reencuentran con ocasión de un concierto en Madrid en el Café Central. Seis meses después vuelven a verse en casa de una de las dos parejas en la sierra de Guadarrama, cerca del monte Abantos. Es un momento para compartir charla, lecturas, juego y paseo.[cita requerida]

## Tema
La película habla del limbo generacional que viven los jóvenes de entre 30 y 40 años, pero también del limbo vivido en tiempos de pandemia por toda la ciudadanía y de la necesidad de convivir mejor, dejando la menor huella posible en el planeta y cuidándonos entre nosotros, a propósito del libro Has de cambiar tu vida de Peter Sloterdijk. Reflexiona sobre la fragilidad de las vidas que hemos construido y su reencuentro con una realidad que parece imponerse que es la natural: flores, prados, abortos, pandemias. Incluye también una visión crítico-cómica o autoirónica sobre la vuelta al campo y la condición urbanita, además de sobre el trascendentalismo impostado de algunas reuniones de fanáticos de lo cultural.

## Reparto
- Itsaso Arana como Elena
- Vito Sanz como Daniel
- Irene Escolar como Susana
- Francesco Carril como Guillermo

## Producción
Jonás Trueba comenzó a preparar la película como respuesta a las incertidumbres derivadas de la pandemia de COVID-19. "¿Vamos a poder seguir haciendo películas que a mí me gustan, o que pueda estrenar en una sala de cine? [...] Como sea, tenemos que juntarnos a hacer una peli. [...] Escribí dos folios y se los envié al equipo." 
Las primeras imágenes de la película se rodaron en diciembre de 2020 en el Café Central de Madrid, donde se grabaron extractos de un concierto del pianista Chano Domínguez que abren la película.
El rodaje se realizó en Madrid Centro durante 6 días y en partes de la vertiente madrileña de la sierra de Guadarrama (Estación de Alpedrete, El Escorial) durante 10 días. Las últimas escenas se grabaron el 29 de marzo de 2022.

## Música
Alma de mujer y Limbo (Chano Domínguez). Grabación en directo en Café Central. El tema Limbo se presenta íntegramente al comienzo de la película.
Winter Always Turn to Spring (Bill Frisell)
Let's Move to the Country (Bill Callahan)
Still (Romain Collins, Grégoire Maret)
Lectura de Esa polilla que delante de mí revolotea. Poesía reunida (1982-2008) (Olvido García Valdés).

## Premios
Festival de Karlovy Vary, 2022: Premio especial del Jurado. 

## Estreno
El film se planteó como una invitación para volver a las salas de cine. Para convertirlo en un acto especial y concreto, se proyectó en una sala de cine por ciudad. 
Al igual que sucedió con las dos películas anteriores del director, no se editó en formato físico. En Francia fue editada en DVD en enero de 2023 por Arizona Distribution con una entrevista en francés a Jonás Trueba.